# Holy Magic Century
Holy Magic Century (noto come Quest 64 negli USA), è un videogioco di ruolo sviluppato nel 1998 da Imagineer per Nintendo 64. Considerato il primo RPG per la console Nintendo 64, il gioco è stato distribuito in Giappone dalla Konami con il titolo Eltale Monsters (エルテイル モンスターズ?, Eruteiru Monsutāzu).
Nonostante fosse stato annunciato un sequel, il videogioco ha ricevuto due spin-off per Game Boy Color: Quest: Fantasy Challenge e Quest: Brian's Journey .

## Trama
Ambientato nel Regno di Celtland, il protagonista di Holy Magic Century è Ayron, un giovane mago il cui scopo è recuperare il Libro di Eletale.